# Mésange enfumée
Melaniparus funereus
Espèce
Statut de conservation UICN

 LC  : Préoccupation mineure
La Mésange enfumée (Melaniparus funereus, anciennement Parus funereus) est une espèce de passereaux de la famille des paridés.

## Répartition et sous espèces
Cet oiseau est présent en Afrique équatoriale.
- M. f. funereus Verreaux, J & Verreaux, E, 1855 — de la Guinée à l'Ouganda, le Kenya et la RDC (absent du Dahomey Gap et du Nigeria) ;
- M. f. gabela (Traylor, 1961) — ouest de l'Angola.

## Taxinomie
À la suite de l'étude de Johansson et al. (2013) sur les relations phylogéniques des espèces au sein de la famille des Paridae, le genre Parus est redéfini pour être monophylétique. Le Congrès ornithologique international répercute ces changements dans sa classification de référence version 3.5 (2013), et la Mésange enfumée (anciennement Parus funereus) est déplacée vers le genre Melaniparus.